# Gruzínský sen
Gruzínský sen – demokratická Gruzie (gruzínsky ქართული ოცნება – დემოკრატიული საქართველო kartuli ocneba demokratiuli sakartvelo) je gruzínská populistická politická strana. Stranu ovládá gruzínský oligarcha Bidzina Ivanišvili, její čestný předseda a zakladatel.

## Historie
Vznikla 19. dubna 2012 přičiněním miliardáře Bidziny Ivanišviliho. Pro účely voleb na podzim roku 2012 se spojila do koalice Gruzínský sen s dalšími pěti opozičními stranami. Kromě cíle porazit tehdejší vládnoucí stranu Sjednocené národní hnutí prezidenta Michaila Saakašviliho a osoby vůdce Ivanišviliho ovšem nemělo šest koaličních stran mnoho společného. V parlamentních volbách 2012 koalice podle očekávání porazila vládnoucí stranu a získala 85 parlamentních křesel, oproti 65 křeslům Saakašviliho strany. Jiné strany do parlamentu nepostoupily.
V říjnu 2013 uspěl kandidát Gruzínského snu Giorgi Margvelašvili v prezidentských volbách, když zvítězil v prvním kole se ziskem 62 % hlasů a nahradil tak dosavadního prezidenta Michaila Saakašviliho.
Ve volbách v říjnu 2016 strana již kandidovala samostatně a získala v parlamentu absolutní většinu 115 ze 150 parlamentních křesel. Tuto většinu strana využila pro ústavní změny, které zemi posunuly z prezidentského systému do parlamentního systému. Mimo jiné byla zrušena přímá volba prezidenta a silně omezeny jeho pravomoci.
Ve volbách na podzim 2020 strana opět zvítězila. Získala většinu, 90 ze 150 parlamentních křesel, což ovšem znamenalo pokles oproti minulým volbám. Po ruské invazi na Ukrajinu v únoru 2022 země pod vedením strany přijala asi 190 tis. ukrajinských uprchlíků, hlavně z jihu a výhodu země. Dlouhodobě jich v zemi zůstalo asi jen 26 tis. Země se nepřipojila k sankcím proti Rusku, což odůvodňovala důležitostí Ruska jako obchodního partnera, ani neposkytla Ukrajině vojenskou pomoc. V březnu 2022 země požádala o vstup do Evropské unie. Do země přišly stovky tisíc Rusů, zejména po vyhlášení ruské mobilizace. Strana postupně začala prosazovat konspirační teorii světové válečné strany, což má být spojení amerického vojensko-průmyslového komplexu, George Sorose a neokonzerativců, které má prosazovat prodlužování války na Ukrajině, vraždit světové politiky a usilovat o státní převrat v Gruzii.
Ve volbách na podzim 2024 strana svým příznivcům nabízela usilování o vstup do Evropské unie, ale i zákaz opozice a další zlepšení vztahů s Ruskem.